# Arquidiócesis de San Francisco
La arquidiócesis de San Francisco (en latín: Archidioecesis Sancti Francisci in California y en inglés: Roman Catholic Archdiocese of San Francisco) es una circunscripción eclesiástica de la Iglesia católica en Estados Unidos. Se trata de una arquidiócesis latina, sede metropolitana de la provincia eclesiástica de San Francisco. Desde el 27 de julio de 2012 su arzobispo es Salvatore Joseph Cordileone.

## Territorio y organización

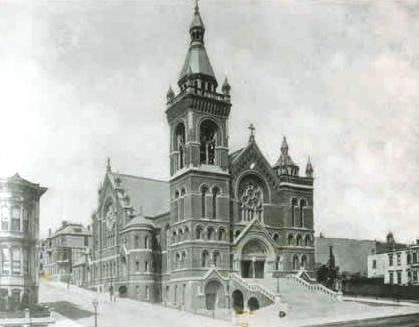
Antigua catedral de Santa María de la Asunción, destruida por un incendio en 1962

La arquidiócesis tiene 6023 km² y extiende su jurisdicción sobre los fieles católicos de rito latino residentes en 3 condados del estado de California: San Francisco, San Mateo y Marin.

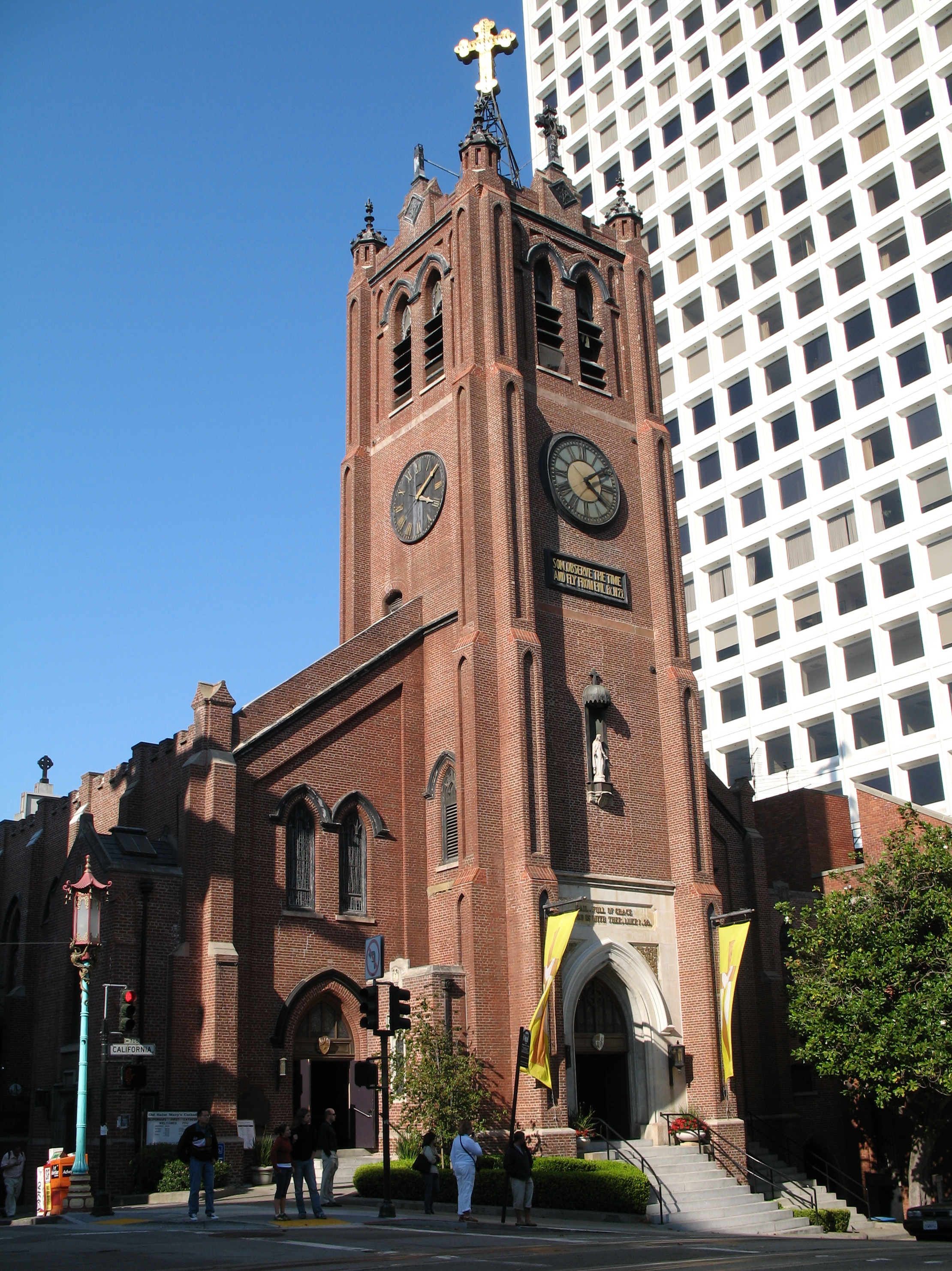
Iglesia de Santa María, que fue procatedral desde 1962

La sede de la arquidiócesis se encuentra en la ciudad de San Francisco, en donde se halla la Catedral de Santa María de la Asunción (consagrada en 1971) y la excatedral de Santa María, que fue la catedral hasta 1891, cuando fue remplazada por la excatedral de Santa María de la Asunción. Esta fue destruida por un incendio en 1962 y hoy su lugar es ocupado por los estudios de KRON-TV. En Santa Clara se encuentra la antigua Misión Santa Clara de Asís y en San Francisco la Misión San Francisco de Asís.

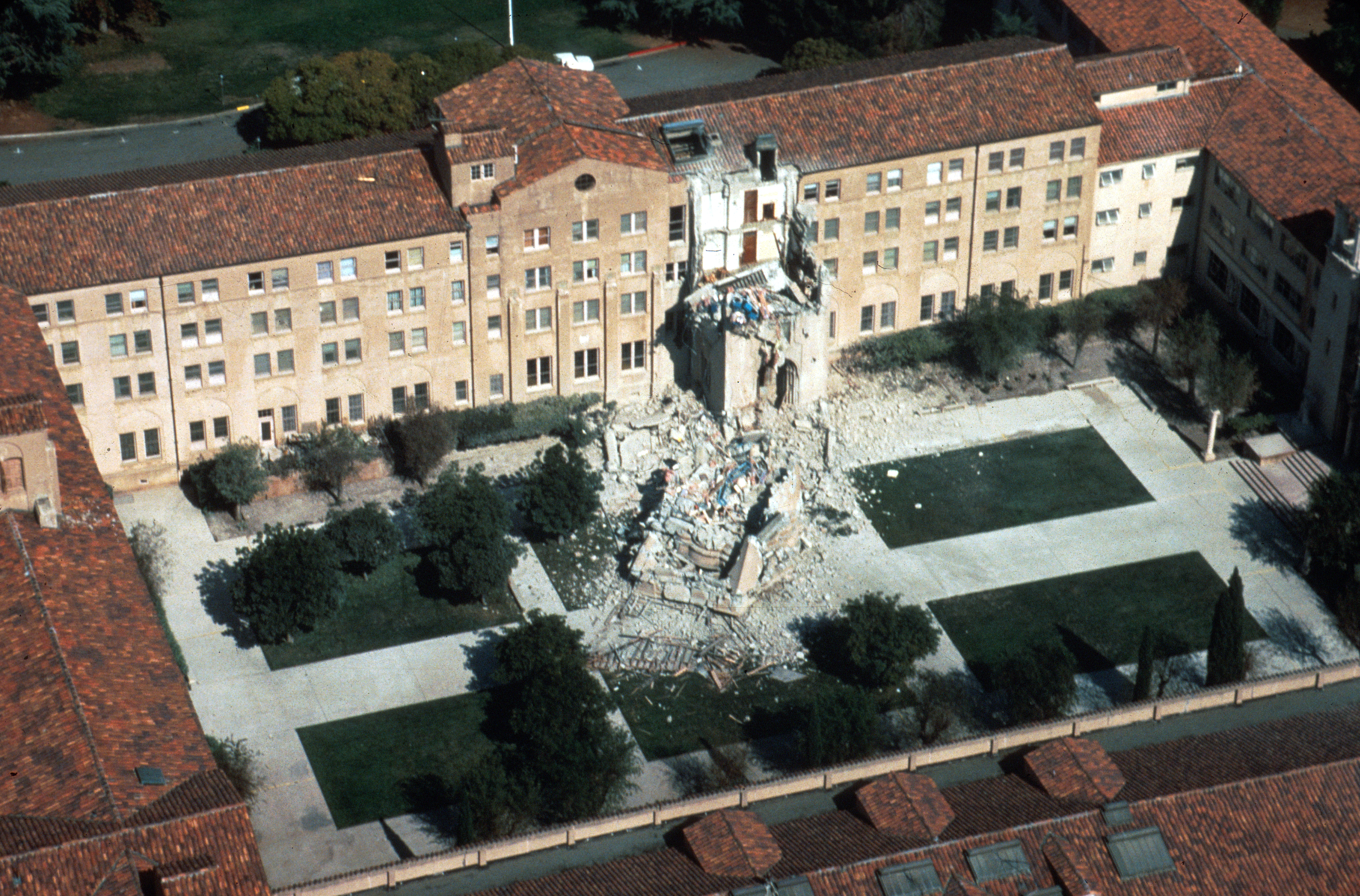
St. Joseph's College, en Santa Clara, seminario de la arquidiócesis, parcialmente destruido por el terremoto de Loma Prieta de 1989 y cerrado en 1991

La arquidiócesis tiene como sufragáneas a las diócesis de: Honolulu, Oakland, Sacramento, San José en California, Santa Rosa en California y Stockton.
En 2020 en la arquidiócesis existían 92 parroquias.

## Historia
La primera iglesia de la actual arquidiócesis de San Francisco es la Misión de San Francisco de Asís, que fue fundada el 29 de junio de 1776 por frailes franciscanos. La iglesia de la misión se completó en 1791 y a su lado se encuentra la basílica de la Misión de Dolores.
La arquidiócesis fue erigida el 29 de julio de 1853, con la bula Ad animarum regimen del papa Pío IX, obteniendo el territorio de la diócesis de Monterey. Originalmente, la arquidiócesis incluía un vasto territorio, desde el río Colorado en el este hasta el océano Pacífico en el oeste, desde el paralelo 42 al norte hasta la frontera con la diócesis de Monterey en el sur.
En varias ocasiones cedió porciones de su territorio para la erección de nuevos distritos eclesiásticos:
- el vicariato apostólico de Marysville el 27 de septiembre de 1860 mediante el breve Apostolici nostri muneris papa Pío IX,[2] elevado a diócesis de Grass Valley en marzo de 1868; a esta sede, rebautizada como diócesis de Sacramento, cedió otras porciones de territorio el 28 de mayo de 1886 mediante el breve Divinitus nobis del papa León XIII;[3]
- el vicariato apostólico de Utah y Nevada Oriental (hoy diócesis de Salt Lake City) el 23 de noviembre de 1886;[4]
- las diócesis de Oakland, Santa Rosa y Stockton el 13 de enero de 1962 mediante la bula Ineunte vere del papa Juan XXIII, recibiendo a su vez el condado de Solano de la diócesis de Sacramento;[5]
- la diócesis de San José el 27 de enero de 1981 mediante la bula Quoniam Episcopi del papa Juan Pablo II.[6]

El 30 de mayo de 2023 el papa Francisco elevó a Las Vegas al rango de sede metropolitana, por lo que Las Vegas y las diócesis de Reno y Salt Lake City dejaron de ser sufragáneas de San Francisco.

## Estadísticas
Según el Anuario Pontificio 2021 la arquidiócesis tenía a fines de 2020 un total de 475 600 fieles bautizados.
| Año                                                                             | Población            | Población | Población      | Sacerdotes | Sacerdotes    | Sacerdotes    | Bautizados por sacerdote | Diáconos permanentes | Religiosos | Religiosos | Parroquias |
| Año                                                                             | Bautizados católicos | Total     | % de católicos | Total      | Clero secular | Clero regular | Bautizados por sacerdote | Diáconos permanentes | Varones    | Mujeres    | Parroquias |
| ------------------------------------------------------------------------------- | -------------------- | --------- | -------------- | ---------- | ------------- | ------------- | ------------------------ | -------------------- | ---------- | ---------- | ---------- |
| 1950                                                                            | 650 000              | 3 000     | 21.7           | 879        | 483           | 396           | 739                      |                      | 736        | 2374       | 194        |
| 1966                                                                            | 812 186              | 2 413 000 | 33.7           | 868        | 386           | 482           | 935                      |                      | 644        | 2216       | 153        |
| 1970                                                                            | 842 760              | 2 521 700 | 33.4           | 891        | 370           | 521           | 945                      |                      | 661        | 2060       | 151        |
| 1976                                                                            | 596 400              | 2 542 655 | 23.5           | 919        | 383           | 536           | 648                      | 9                    | 740        | 1657       | 153        |
| 1980                                                                            | 630 274              | 2 694 200 | 23.4           | 958        | 428           | 530           | 657                      | 11                   | 388        | 1617       | 153        |
| 1990                                                                            | 395 000              | 1 600 000 | 24.7           | 559        | 295           | 264           | 706                      | 38                   | 326        | 1085       | 104        |
| 1999                                                                            | 422 000              | 1 700 000 | 24.8           | 433        | 227           | 206           | 974                      | 52                   | 47         | 825        | 93         |
| 2000                                                                            | 422 500              | 1 760 299 | 24.0           | 393        | 194           | 199           | 1075                     | 75                   | 258        | 814        | 90         |
| 2001                                                                            | 422 500              | 1 760 300 | 24.0           | 384        | 194           | 190           | 1100                     | 72                   | 249        | 823        | 90         |
| 2002                                                                            | 425 210              | 1 744 050 | 24.4           | 366        | 193           | 173           | 1161                     | 73                   | 226        | 821        | 90         |
| 2003                                                                            | 425 210              | 1 744 050 | 24.4           | 417        | 247           | 170           | 1019                     | 67                   | 225        | 800        | 90         |
| 2004                                                                            | 425 210              | 1 744 050 | 24.4           | 425        | 273           | 152           | 1000                     | 62                   | 203        | 801        | 90         |
| 2010                                                                            | 444 008              | 1 850 035 | 24.0           | 417        | 255           | 162           | 1064                     | 79                   | 207        | 695        | 90         |
| 2012                                                                            | 553 000              | 1 801 000 | 30.7           | 396        | 236           | 160           | 1396                     | 87                   | 199        | 725        | 90         |
| 2017                                                                            | 441 736              | 1 776 095 | 24.9           | 403        | 245           | 158           | 1096                     | 83                   | 195        | 565        | 90         |
| 2020                                                                            | 475 600              | 1 912 500 | 24.9           | 334        | 191           | 143           | 1423                     | 82                   | 173        | 527        | 92         |
| Fuente: Catholic-Hierarchy, que a su vez toma los datos del Anuario Pontificio. |                      |           |                |            |               |               |                          |                      |            |            |            |

### Escuelas secundarias
En el condado de Marin
- Marin Catholic High School (Kentfield, no incorporado al Condado de Marin)
- San Domenico School (San Rafael)

En San Francisco
- Archbishop Riordan High School
- Convent of the Sacred Heart High School
- Immaculate Conception Academy
- Mercy High School (San Francisco)
- Sacred Heart Cathedral Preparatory
- St. Ignatius College Preparatory
- Stuart Hall High School

En el condado de San Mateo
- Junípero Serra High School (San Mateo)
- Mercy High School (Burlingame)
- Notre Dame High School (Belmont)
- Sacred Heart Preparatory (Atherton)
- Woodside Priory School, Portola Valley

## Episcopologio
- José Sadoc Alemany y Conill, O.P. † (29 de julio de 1853-21 de diciembre de 1884 renunció[nota 2])
- Patrick William Riordan † (21 de diciembre de 1884 por sucesión-27 de diciembre de 1914 falleció)
- Edward Joseph Hanna † (1 de junio de 1915-2 de marzo de 1935 renunció[nota 3])
- John Joseph Mitty † (2 de marzo de 1935 por sucesión-15 de octubre de 1961 falleció)
- Joseph Thomas McGucken † (19 de febrero de 1962-16 de febrero de 1977 retirado)
- John Raphael Quinn † (16 de febrero de 1977-27 de diciembre de 1995 renunció)
- William Joseph Levada † (27 de diciembre de 1995 por sucesión-13 de mayo de 2005 nombrado prefecto de la Congregación para la Doctrina de la Fe)[nota 4]
- George Hugh Niederauer † (15 de diciembre de 2005-27 de julio de 2012 retirado)
- Salvatore Joseph Cordileone, desde el 27 de julio de 2012